# Passins
Passins és un municipi francès situat al departament de la Isèra i a la regió d'Alvèrnia-Roine-Alps. L'any 2007 tenia 954 habitants.

## Demografia

### Població
El 2007 la població de fet de Passins era de 954 persones. Hi havia 373 famílies de les quals 91 eren unipersonals (39 homes vivint sols i 52 dones vivint soles), 117 parelles sense fills, 148 parelles amb fills i 17 famílies monoparentals amb fills.
La població ha evolucionat segons el següent gràfic:
Habitants censats

### Habitatges
El 2007 hi havia 453 habitatges, 375 eren l'habitatge principal de la família, 47 eren segones residències i 30 estaven desocupats. 407 eren cases i 43 eren apartaments. Dels 375 habitatges principals, 294 estaven ocupats pels seus propietaris, 68 estaven llogats i ocupats pels llogaters i 13 estaven cedits a títol gratuït; 4 tenien una cambra, 28 en tenien dues, 44 en tenien tres, 98 en tenien quatre i 200 en tenien cinc o més. 306 habitatges disposaven pel capbaix d'una plaça de pàrquing. A 147 habitatges hi havia un automòbil i a 197 n'hi havia dos o més.

### Piràmide de població
La piràmide de població per edats i sexe el 2009 era:
| Homes | Edats   | Dones |
| ----- | ------- | ----- |
| 0     | 95 o +  | 0     |
| 0     | 90 a 94 | 4     |
| 4     | 85 a 89 | 8     |
| 4     | 80 a 84 | 4     |
| 8     | 75 a 79 | 28    |
| 12    | 70 a 74 | 8     |
| 4     | 65 a 69 | 8     |
| 28    | 60 a 64 | 16    |
| 28    | 55 a 59 | 32    |
| 48    | 50 a 54 | 28    |
| 16    | 45 a 49 | 36    |
| 36    | 40 a 44 | 28    |
| 24    | 35 a 39 | 24    |
| 20    | 30 a 34 | 16    |
| 40    | 25 a 29 | 16    |
| 4     | 20 a 24 | 8     |
| 24    | 15 a 19 | 16    |
| 28    | 10 a 14 | 12    |
| 20    | 5 a 9   | 16    |
| 24    | 0 a 4   | 24    |

## Economia
El 2007 la població en edat de treballar era de 614 persones, 451 eren actives i 163 eren inactives. De les 451 persones actives 409 estaven ocupades (227 homes i 182 dones) i 42 estaven aturades (13 homes i 29 dones). De les 163 persones inactives 78 estaven jubilades, 34 estaven estudiant i 51 estaven classificades com a «altres inactius».

### Ingressos
El 2009 a Passins hi havia 428 unitats fiscals que integraven 1.086 persones, la mediana anual d'ingressos fiscals per persona era de 17.901 €.

### Activitats econòmiques
Dels 86 establiments que hi havia el 2007, 1 era d'una empresa extractiva, 1 d'una empresa alimentària, 6 d'empreses de fabricació d'altres productes industrials, 14 d'empreses de construcció, 31 d'empreses de comerç i reparació d'automòbils, 6 d'empreses de transport, 1 d'una empresa d'hostatgeria i restauració, 2 d'empreses financeres, 2 d'empreses immobiliàries, 7 d'empreses de serveis, 7 d'entitats de l'administració pública i 8 d'empreses classificades com a «altres activitats de serveis».
Dels 30 establiments de servei als particulars que hi havia el 2009, 9 eren tallers de reparació d'automòbils i de material agrícola, 1 taller d'inspecció tècnica de vehicles, 2 guixaires pintors, 3 fusteries, 2 lampisteries, 5 electricistes, 3 perruqueries, 1 veterinari, 1 restaurant, 1 agència immobiliària, 1 tintoreria i 1 saló de bellesa.
Dels 9 establiments comercials que hi havia el 2009, 2 eren supermercats, 1 una gran superfície de material de bricolatge, 1 una fleca, 1 una botiga de roba, 1 una sabateria, 1 una botiga d'electrodomèstics, 1 una botiga de material esportiu i 1 una perfumeria.
L'any 2000 a Passins hi havia 20 explotacions agrícoles que ocupaven un total de 754 hectàrees.

## Equipaments sanitaris i escolars
El 2009 hi havia una escola elemental integrada dins d'un grup escolar amb les comunes properes formant una escola dispersa.

## Poblacions més properes
El següent diagrama mostra les poblacions més properes.